# Ismail Amat
Ismail Amat (chinesisch 司马义·艾买提, uigurisch ئىسمائىل ئەھمەد, * 1935 in Qira, Hotan, Xinjiang; † 16. Oktober 2018) war ein chinesischer Politiker der Kommunistischen Partei Chinas (KPCh), der unter anderem seit 2003 Vizevorsitzender des Ständigen Ausschusses des Nationalen Volkskongresses war.

## Leben
Der zur turksprachigen Ethnie der Uiguren gehörende Ismail Amat wurde nach dem Schulbesuch 1952 zunächst Arbeiter, engagierte sich aber nach seinem Eintritt in die KPCh 1953 in der Partei und deren Massenorganisationen und war zwischen 1954 und 1962 nicht nur Sekretär des Kommunistischen Jugendverbandes Chinas und Vizesekretär des Kreiskomitees der KPCh von Qira, sondern auch Richter am Volksgericht des Kreises Qira. Daneben absolvierte er von 1960 bis 1962 ein Studium in der Xinjiang-Klasse an der Zentralen Parteischule der KPCh.
Nach Beendigung des Studiums wurde er 1963 zunächst stellvertretender Leiter der Propagandaabteilung im Bezirkskomitee der KPCh von Hotan, ehe er zwischen 1966 und 1967 Vizedirektor der Abteilung für Kultur-, Bildungs- und Politische Arbeit im Gebietskomitee der KPCh im Autonomen Gebiet Xinjiang war. Später war er in der zweiten Phase der Kulturrevolution von 1969 bis 1972 Mitglied des Ständigen Ausschusses des Revolutionskomitees im Uigurischen Autonomen Gebiet von Xinjiang sowie der dortige Leiter der Gruppe für Kultur-, Bildungs- und Gesundheitsarbeit.
Im Anschluss wurde Ismail Amat 1972 Sekretär des Gebietskomitees und Leiter der Organisationsabteilung der KPCh von Xinjiang und bekleidete dieses Amt bis 1985. Zeitgleich war er Vizevorsitzender für die Kulturrevolution im Revolutionskomitee sowie Vorsitzender der Volksregierung des Autonomen Gebietes Xinjiang.
Auf dem X. Parteitag der Kommunistischen Partei Chinas 1973 wurde er erstmals auch als Mitglied in das Zentralkomitee der Kommunistischen Partei Chinas gewählt und gehörte diesem Gremium bis zum XVII. Parteitag 2007 an. 
1978 wurde er Mitglied des Ständigen Ausschusses des Nationalen Volkskongresses und hatte dieses Amt bis 1983 inne. Des Weiteren war Ismail Amat zwischen 1985 und 1998 Minister und Vorsitzender der Staatlichen Kommission für ethnische Angelegenheiten sowie zeitgleich Sekretär der Parteileitung in dieser Kommission. Daneben war er von 1988 bis 1993 Vizevorsitzender des Nationalausschusses der Politischen Konsultativkonferenz des chinesischen Volkes und von 1993 bis 2003 Mitglied des Staatsrates.
Des Weiteren war er seit 1998 Direktor des Koordinationskomitees des Staatsrates für die Arbeit von Menschen mit Behinderungen und seit 2000 Vizevorsitzender des Internationalen Komitees für Naturkatastrophen.
Seit 2003 war Ismail Amat einer der Vizevorsitzenden des Ständigen Ausschusses des Nationalen Volkskongresses, einem 150-köpfigen Gremium des Nationalen Volkskongresses, das die Arbeit der Volksvertretung zwischen den Planersitzungen wahrnimmt.